# Eckhard Nordhofen

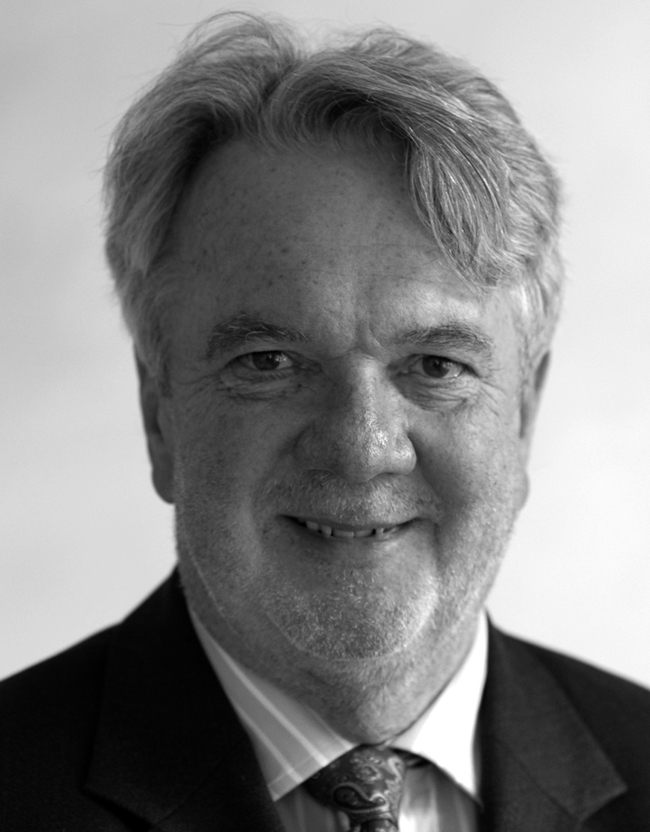
Eckhard Nordhofen (2008)

Eckhard Nordhofen (* 2. Februar 1945 in Dehrn) ist ein deutscher Philosoph und Theologe sowie ehemaliger Kulturdezernent des Bistums Limburg.

## Leben und Wirken
Nordhofen machte sein Abitur auf dem Heinrich-von-Gagern-Gymnasium in Frankfurt am Main. An der Johann Wolfgang Goethe-Universität Frankfurt studierte er Theologie, Germanistik und Philosophie. Zu seinen Hochschullehrern zählten Johannes Hirschberger, Johannes G. Deninger, Rudolf Pesch, Wolfgang Cramer, Bruno Liebrucks, Max Horkheimer, Theodor W. Adorno und Paul Stöcklein. 1974 wurde er mit einer philosophischen Arbeit über Das Bereichsdenken im kritischen Rationalismus promoviert. Er lehrte Religionsphilosophie und Philosophie in Frankfurt, erarbeitete nach dem Wechsel in den Schuldienst Lehrpläne für das Kultusministerium in Hessen und bildete ab 1990 Religionslehrer für Gymnasien aus. 1978 bis 1995 war er Vorsitzender des Fachverbandes Philosophie in Hessen. Er gehörte zu den Gründern und Herausgebern der Zeitschrift für Didaktik der Philosophie (ZDP). 1997 wählte ihn die Deutsche Bischofskonferenz zum Leiter der Zentralstelle Bildung. Er vertrat die katholische Kirche in der deutschen UNESCO-Kommission und im „Forum Bildung“ der Bund-Länder-Kommission für Bildungsplanung und Forschungsförderung. Er organisierte im Jahr 2000 den gemeinsamen Bildungskongress der Evangelischen Kirche in Deutschland und der Deutschen Bischofskonferenz (DBK) „Tempi. Bildung im Zeitalter der Beschleunigung“ im Französischen Dom zu Berlin und weitere Bildungskongresse der DBK. Vom 1. Januar 2006 bis Juni 2010 war er Leiter des Dezernates Bildung und Kultur im Bistum Limburg mit der Verantwortung für Schul- und Hochschulfragen sowie für die gesamte Bildungs- und Kulturarbeit des Bistums mit dem Haus am Dom in Frankfurt am Main sowie mit der Verantwortung für Museen, Archiv und Bibliothek sowie die Akademie Rabanus Maurus. 2008 gründete und entwickelte er zusammen mit Martin W. Ramb das halbjährlich erscheinende Bildungsmagazin Eulenfisch und wurde Honorarprofessor für theologische Ästhetik und Bildtheorie an der Justus-Liebig-Universität Gießen. Am 5. November 2014 hielt er an der Universität Gießen seine Abschiedsvorlesung. Zusammen mit Ulrich Greiner und Irmgard Leinen gibt er das Kulturmagazin Text und Zeit heraus.
Seit Beginn der 1970er Jahre ist Nordhofen außerdem publizistisch tätig und verfasst Rezensionen und Essays für die FAZ, Die Zeit, Neue Zürcher Zeitung, Merkur, Eulenfisch, den Südwestfunk und die Deutsche Akademie für Sprache und Dichtung.
Er ist verheiratet mit Susanne Nordhofen und Vater zweier Söhne und einer Tochter.

## Werke
Als Autor:
- Das Bereichsdenken im kritischen Rationalismus. Zur finitistischen Tradition der Popperschule. Alber, Freiburg im Breisgau 1976 (Dissertation).
- Der Engel der Bestreitung. Über das Verhältnis von Kunst und Negativer Theologie. Echter, Würzburg 1993.
- Die Mädchen, der Lehrer und der liebe Gott. Roman. Reclam, Stuttgart 1998.
- Corpora. Die anarchische Kraft des Monotheismus. Herder, Freiburg i.Br. 2018. ISBN 978-3-451-38146-1.
- Media divina: Die Medienrevolution des Monotheismus und die Wiederkehr der Bilder Herder, Freiburg i.Br. 2022. ISBN 978-3-451-39746-2.

Als Herausgeber:
- Physiognomien. Philosophen des 20. Jahrhunderts in Portraits. Athenäum, Königstein 1980.
- mit Ekkehard Martens und Joachim Siebert: Philosophische Meisterstücke. 2 Bände. Reclam, Stuttgart 1998/2001.
- Bilderverbot. Die Sichtbarkeit des Unsichtbaren. Schöningh, Paderborn 2001.
- mit Michael Langer: Erlebte Religion. Biographische Skizzen. Knecht, Frankfurt am Main 2003.
- Tridentinische Messe: ein Streitfall. Reaktionen auf das Motu proprio „Summorum Pontificum“ Benedikts XVI. Butzon & Bercker, Kevelaer 2008.
- mit Linus Hauser: Das Andere des Begriffs. Schöningh 2012, ISBN 978-3-506-77627-3.